# ديفيد هودسون (لاعب دوري الرغبي)
ديفيد هودسون (بالإنجليزية: David Hodgson)‏ هو لاعب دوري الرغبي بريطاني، ولد في 8 أغسطس 1981 في كينغستون أبون هال في المملكة المتحدة.